# NGC 1023
NGC 1023 ist eine Galaxie im Sternbild Perseus am Nordsternhimmel. Die Einstufung des Objekts schwankt wegen der starken Abplattung zwischen einem linsenförmigen Hubble-Typ S0 und einer extrem abgeplatteten Elliptischen Galaxie (E7). Sie ist schätzungsweise 34 Millionen Lichtjahre von der Milchstraße entfernt und hat einen Durchmesser von rund 90.000 Lichtjahren.  Vom Sonnensystem aus entfernt sich das Objekt mit einer errechneten Radialgeschwindigkeit von näherungsweise 640 Kilometern pro Sekunde.
Aufgrund der Rotation von des Objekts haben Wissenschaftler errechnet, dass sich im Inneren dieser Galaxie ein supermassereiches Schwarzes Loch von etwa 40 bis 60 Millionen Sonnenmassen befinden muss, da die Fliehkräfte die Galaxie sonst zerreißen würden.
Die Galaxie besteht ganz überwiegend aus etwa zehn Milliarden Jahre alten Sternen, mit nur einem kleinen Anteil einer jungen Population in den äußeren Bereichen und mangels Vorräten an Wasserstoffgas auch keine Sternentstehungsregionen. Dennoch ist die Galaxie von einem großen Vorrat von ca. 1.5 Milliarden Sonnenmassen an neutralem Wasserstoff umgeben, welches sie in zwei Ringen umgibt. Dieses Gas könnte von einem kleinen Begleiter, der Zwerggalaxie PGC 10139, stammen. Es hat aber anscheinend die Hauptgalaxie noch nicht richtig erreicht, denn es zeigen sich keine neuen Sternentstehungsgebiete, die man mit den Gaswolken in Verbindung bringen könnte.
Gemeinsam mit seinem Begleiter ist dieses Galaxienpaar als Arp 135 im Arp-Katalog verzeichnet. Halton Arp gliederte seinen Katalog ungewöhnlicher Galaxien nach rein morphologischen Kriterien in Gruppen. Diese Galaxie gehört zu der Klasse Elliptischer Galaxien mit nahen Fragmenten (Arp-Katalog).
Die Galaxie gehört zu der nach ihr benannten NGC-1023-Gruppe zu der unter anderem NGC 891, NGC 925, NGC 949, NGC 959, NGC 1003, NGC 1058 und IC 239, des Weiteren ist sie die hellste Galaxie in der LGG 70.
Das Objekt wurde am 18. Oktober 1786 vom deutsch-britischen Astronomen Wilhelm Herschel entdeckt.

## Lyons Groups of Galaxys 70
| Galaxie   | Alternativname | Entfernung/Mio. Lj |
| --------- | -------------- | ------------------ |
| NGC 1003  | PGC 10052      | 33                 |
| NGC 1023  | PGC 10123      | 34                 |
| IC 239    | PGC 9899       | 46                 |
| PGC 9759  | UGC 2034       | 31                 |
| PGC 10133 | NGC 1023D      | 36                 |
| PGC 10139 | NGC 1023A      | 38                 |
| PGC 10143 | NGC 1023C      | 46                 |
| PGC 10169 | NGC 1023B      | 32                 |